# Doldenhorn
Doldenhorn – szczyt w Alpach Berneńskich, części Alp Zachodnich. Leży w Szwajcarii w kantonie Berno. Należy do głównego łańcucha Alp Berneńskich. Można go zdobyć ze schroniska Fründenhütte (2562 m) lub Doldenhornhütte (1915 m).
Pierwszego odnotowanego wejścia dokonał J. Bischoff, K. Blatter, C. Lauener, G. Reichen, A. Roth i E. von Fellenberg 30 czerwca 1862 r.